# Литература Уганды
Литература Уганды начала формироваться в середине XX века на английском языке, поскольку на языках коренных народов Уганды к тому моменту литературная традиция сложиться не успела.

## Литераторы Уганды
Если не считать учебников, в Уганде выпускается всего 20 наименований книг в год, что говорит о слабом уровне развития литературы. В 1969 году угандийский писатель Табан Ло Лийонг даже назвал Уганду «литературной пустыней».
Тем не менее, писатели Уганды работают и получают престижные международные премии. Так, Моника Арак де Ньеко в 2007 году удостоилась премии Кейна, а шортлистерами этой премии в разные годы становились Беатрис Ламвака и Дорин Баингана (последняя также является лауреатом премии писателей содружества).
Стоит также отметить других важных для угандийской литературы писателей, таких как Окот П’Битек, Барбара Кименье, Окелло Окули, Энерико Серума, Мозес Исегава и ряд других. Среди крупнейших драматургов — 
Роберт Серумага и Роуз Мбова.